# Peregrinus Laziosi

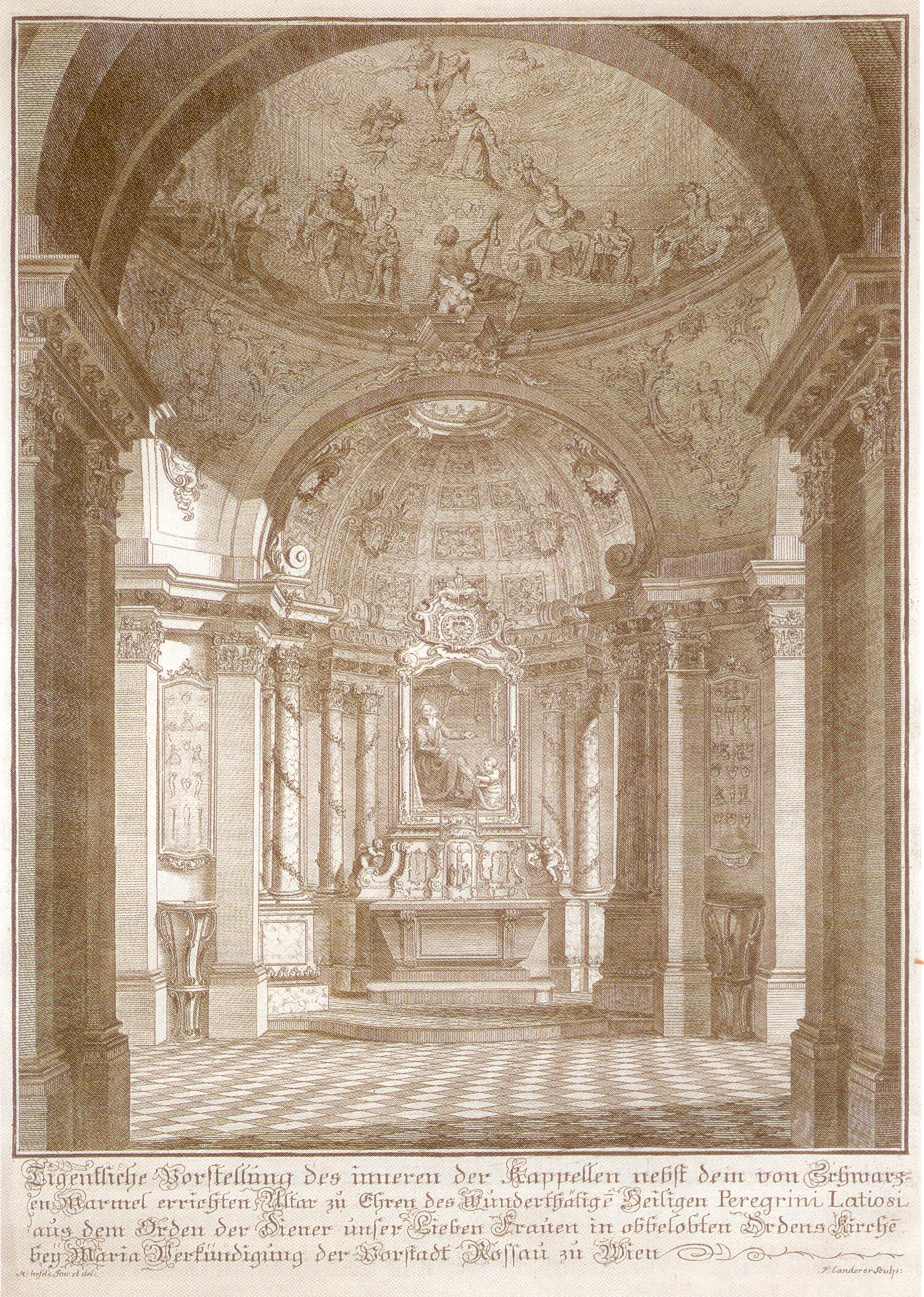
Stich der Peregrini-Kapelle von Landerer (Innenansicht der letzten Ausbaustufe von Melchior Hefele). Die Bildunterschrift lautet: „Eigentliche Vorstellung des inneren der Kappellen nebst dem von Schwarzen Marmel errichten Altar zu Ehren des Wunderthätige Heiligen Peregrini Latiosi aus dem Orden der Diener unser Lieben Frauen in obbelobten Ordens Kirche bey Maria Verkündigung der Vorstadt Rossau zu Wien“

Peregrinus Laziosi (eigentlich Peregrinus Pellegrino Latiosus von Forlì) (* um 1265 in Forlì, Italien; † 1. Mai 1345 ebenda) ist ein Heiliger der römisch-katholischen Kirche. Er gilt als der Schutzpatron der Krebskranken und AIDS-Kranken, der Gebärenden und Wöchnerinnen, der Lohnkutscher, Rheuma-, Gicht- und Pestkranken und soll bei Beinleiden helfen.

## Leben
Peregrinus wuchs als Sohn wohlhabender Eltern auf. Er beteiligte sich am Aufstand der Ghibelliner gegen den Kirchenstaat. 1283 soll er Philippus Benitius, einen der Mitgründer des Servitenordens, geohrfeigt haben. Zur Buße trat er in Siena in den Servitenorden ein, später war er als Seelsorger in Forlì tätig. Mit 60 soll er nach der Überlieferung an einem Venenleiden und einem Knochentumor erkrankt sein, aufgrund eines Gebetes aber geheilt worden sein. Sein Leichnam ruht in der Servitenkirche in Forlì. Er gilt als der meistverehrte Heilige des Servitenordens.
Er wurde 1609 selig- und am 27. Dezember 1726 von Papst Benedikt XIII. heiliggesprochen. Seine Attribute sind Buch und Kruzifix. Sein Fest wird jährlich am 4. Mai (vor der kirchlichen Kalenderreform am 1. Mai) gefeiert.

## Verehrung
Im deutschsprachigen Raum nahm die Peregrini-Verehrung zunächst vom Servitenkloster Innsbruck den Weg nach Wien (Peregrini-Kapelle der Pfarre Rossau) und von dort in viele weitere Stätten (z. B. Peregrin-Bild aus 1817 in Rattenberg; Peregrin-Votivbild 1851 in Mariazell; Ende des 18. Jh. Peregrin-Schrein Bürgerspitalkirche Krems; 1773: Peregrini-Altar entworfen von Mölk in der Pfarrkirche Maria Langegg; 1898 Seitenaltarblatt der Pfarrkirche Maria im Elend; die im Jahr 2000 eingeweihte Peregrini-Kapelle in Maria Waldrast).
In Wien wurde unweit der Peregrini-Kapelle im 9. Bezirk die Peregringasse nach ihm benannt.